# Histoire de la Sicile phénicienne

« Des Phéniciens également habitaient la Sicile : sur tout pourtour, ils s’étaient ménagé, avec diverses hauteurs dominant la mer, les petites îles côtières, pour leur commerce avec les Sikèles ; mais, lorsque les Grecs, à leur tour, se mirent à arriver en nombre, ils abandonnèrent la majeure partie de leurs positions et se contentèrent d’exploiter, en s’y concentrant, Motyé, Soloeis, et Panorme au voisinage des Elymes, à la fois parce qu’ils se reposaient sur leur alliance avec ces Elymes, et parce que c’est là que la traversée est la plus courte de Carthage en Sicile . »

— Thucydide, La Guerre du Péloponnèse [détail des éditions] [lire en ligne].
C’est ainsi que Thucydide, historien grec du Ve siècle av. J.-C. rapporte les périodes les plus anciennes de la présence phénicienne en Sicile, d’abord sous forme de relations commerciales, ensuite sous forme d’établissements stables.
Déjà avant les Phéniciens, dans le courant du IIe millénaire av. J.-C., l’île était le point de destination des Levantins qui, concurremment ou parallèlement aux populations égéennes, sillonnaient les routes de la Méditerranée occidentale. À la fin du IIe millénaire av. J.-C., parmi les populations habitant la côte syro-palestinienne, émerge le peuple phénicien, différencié par rapport aux civilisations environnantes, et des villes telles que Byblos, Sidon et Tyr s’affirment comme des puissances marchandes en créant les prémices d’un phénomène historique très large connu comme la diaspora méditerranéenne phénicienne.

## La colonisation

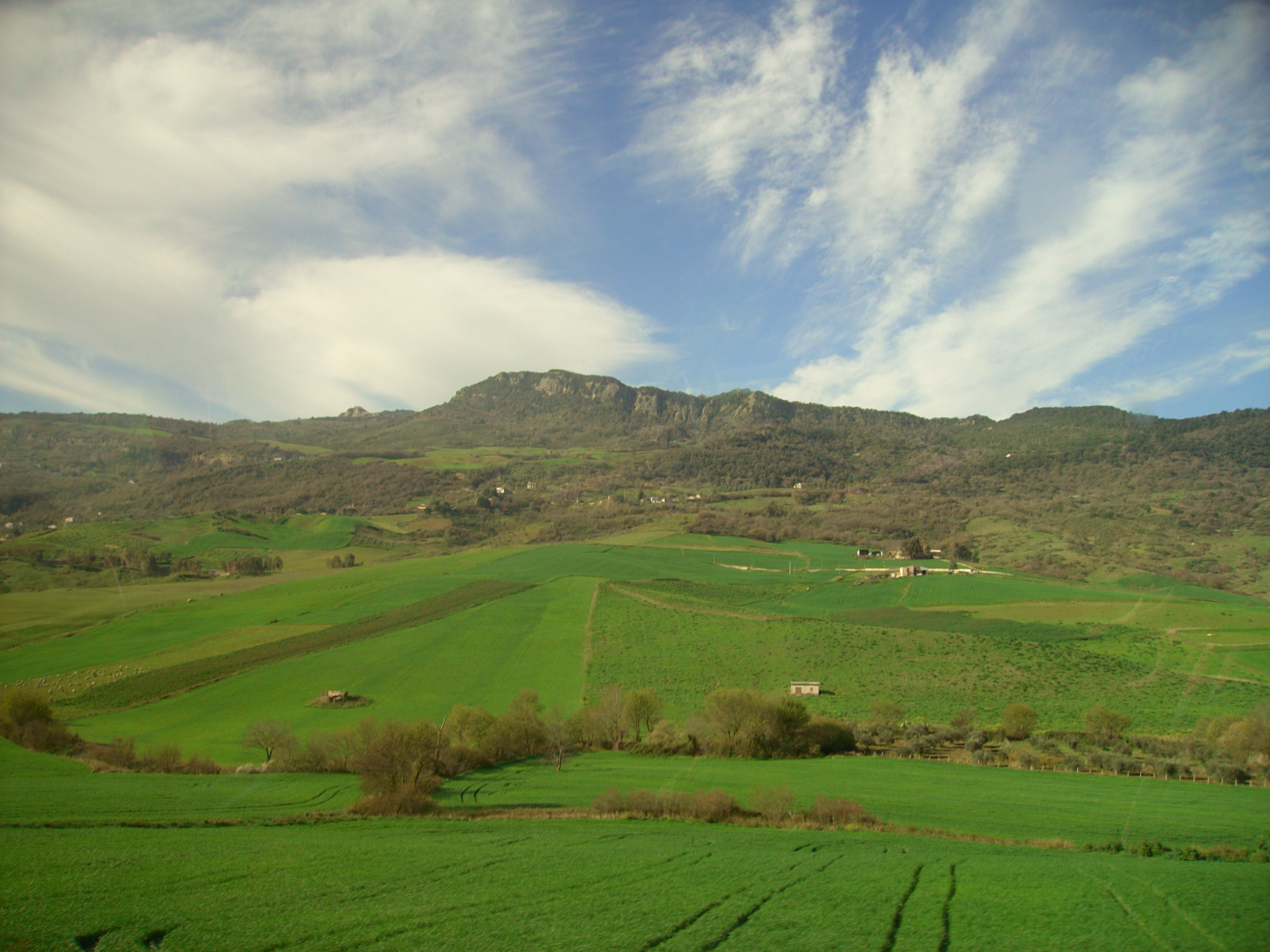
paysage caractéristique de Sicile

En ce qui concerne la première phase de fréquentation des côtes siciliennes par les Phéniciens, clairement évoquée par Thucydide, les indices sont bien faibles. Mais le manque de traces substantielles de cette présence, en Sicile comme ailleurs en Méditerranée, peut être considérée comme le reflet des finalités exclusivement commerciales de ces voyages maritimes, au moins au début.
Au cours du VIIIe siècle av. J.-C., les évènements politiques qui secouent les cités phéniciennes d’Orient – Tyr en particulier – d’un côté, l’infiltration pressante et capillaire des Grecs en Occident de l’autre poussèrent les Phéniciens à fonder des établissements durables à des endroits-clés du point de vue stratégique et commercial.
Aux premiers emporia marchands destinés aux relations avec les indigènes se substituent donc, dans le courant du VIIIe siècle av. J.-C., en Sicile comme en Sardaigne, en Espagne et en Afrique du Nord, de véritables cités qui transposent en Occident les caractéristiques principales des établissements typique de la Phénicie en privilégiant les îles voisines de la côte et les promontoires qui offrent diverses possibilités d’accostage et qui sont facilement défendables.
Ces caractéristiques sont présentes même dans les fondations phéniciennes les plus anciennes de Sicile, Motyé, Solonte et Palerme, concentrées à la pointe occidentale de l’île et qui, contrairement aux colonies grecques, semblent répondre à des buts éminemment commerciaux plutôt qu’au contrôle et à l’exploitation agricole des territoires de l'intérieur. C’est précisément cette finalité différente qui détermina les rapports pacifiques entre les Puniques (terme latin qui désigne les populations d’origine phénicienne transplantées en Occident) et les Grecs, du moins jusqu’au milieu du VIe siècle av. J.-C.
À partir de cette date, l’intervention carthaginoise en Sicile voulant contrer les visées expansionnistes des principales cités sicéliotes et leur politique anti-punique, modifia les équilibres et le cadre politique de l’île. Bien qu’elle n’exerçât pas un contrôle politique sur les centres phéniciens qui conservèrent leur autonomie, Carthage en préserva, à plusieurs reprises, les intérêts territoriaux et commerciaux ; l’entreprise du général carthaginois Malchus vers 550 av. J.-C. à qui l’on doit le renforcement des positions phéniciennes en Sicile, entraîna en effet l’intervention constante de Carthage dans le destin de l’île.
La tentative du spartiate Dorieus, en 510, de fonder un centre grec en territoire punique fut repoussée facilement, mais en 480 l’armée carthaginoise sous le commandement d’Hamilcar subit une grave défaite près d’Himère, face à une coalition d’Agrigente et de Syracuse. Une fois stabilisées les positions puniques et grecques, sans conséquences d’un point de vue territorial pour les premières, Carthage n’intervint plus en Sicile jusqu’en 409, année où elle dut venir au secours des Elymes de Ségeste, traditionnellement alliés des Puniques, contre les menaces des Sélinontins. Sélinonte et Himère furent alors détruites ainsi qu’Agrigente, plus tard, en 406, le tout suivi de la conquête et la « punicisation » de leurs territoires. Mais la consolidation du pouvoir de Denys de Syracuse dont l’ambitieux projet était d’étendre la domination grecque sur toute la Sicile, conduisit après huit années de paix à un nouveau conflit armé durant lequel les principaux centres puniques de l’île furent détruits. Après la chute de Motyé en 397, le nouveau point d’appui punique en Sicile occidentale fut la cité de Lilybée construite sur Cap Boeo, tandis que le centre habité de Solonte, après la destruction de la ville en 396, fut déplacé de sa localisation primitive, encore incertaine, au sommet du Mont Catalfano ; on ne sait rien du sort de Palerme dont le faciès punique nous est rendu presque exclusivement à travers les vestiges de ses espaces funéraires. Après la mort de Denys en 367, les équilibres entre les zones d’influences puniques, qui comprenaient désormais toute la Sicile occidentale et une partie de la Sicile centrale, et les zones sous contrôle grec se rétablirent. Le IVe siècle av. J.-C. vit en plusieurs occasions Carthage en lutte contre Syracuse. C’est dans cette contexte de politique anti-punique menée par Syracuse que se situe l’intervention de Pyrrhus en 276 à qui l’on doit la conquête de tous les centres puniques à l’exception de Lilybée. La perte définitive de la Sicile par Carthage eut lieu à la fin de la première guerre punique, même si, lors du second conflit avec Rome, la métropole africaine put compter sur l’appui de partis philo-puniques encore actifs dans certaines villes sicéliotes. Malgré la réduction de l’île en province romaine, on peut encore reconnaître la persistance de la culture punique sur le plan linguistique, religieux et figuratif jusqu’au Ier siècle av. J.-C. au moins, signe de la vitalité d’une tradition fortement implantée, stratifiée, et essentiellement autonome.

## Les établissements
Des trois centres phéniciens mentionnés par Thucydide, celui de Motyé est, jusqu’à présent, le mieux connu car après sa destruction il n’a pas subi de modifications ou de réoccupations importantes.
La ville se développe sur un îlot d’environ 45 ha, au centre d’une zone lagunaire appelée « Stagnone », en face du littoral qui relie Trapani à Marsala. Fondée dans le courant du VIIIe siècle av. J.-C. comme les plus anciennes trouvailles l’ont démontré, Motyé fut un « emporion » florissant jusqu’à sa destruction en 397. Après cette date, une partie de ses habitants se déplaça sur la terre ferme où ils fondèrent la ville de Lilybée sur le promontoire du même nom.
On n’a pas encore identifié de manière absolue le site originel de Solonte. En fait la cité archaïque fut entièrement détruite en 395 par Denys et les survivants s’installèrent sur le mont Catalfano à environ 20 km à l’est de Palerme pour y construire une ville caractérisée par un urbanisme à plan régulier de type grec. Parmi les sites proposés autrefois pour la localisation de la cité de Thucydide, on peut signaler celui de Pizzo Cannita, au centre de l’arrière-pays, près duquel en 1695 et en 1725, on retrouva deux sarcophages anthropoïdes de type phénicien à l’intérieur de chambres funéraires à hypogée. Toutefois, pour des motifs chronologiques et topographiques, le centre de Pizzo Cannita, même compris dans la sphère d’influence punique, ne peut en aucune façon coïncider avec la Solonte archaïque qu’il faut plutôt localiser le long de la côte. En effet, sur le promontoire de Solonte, les vestiges d’un habitat punique archaïque, antérieur à celui de Pizzo Cannita, ont été récemment mis au jour, ainsi qu’une zone cimétériale avec les tombes du VIe siècle av. J.-C. caractérisées par un matériel punique associé à de la céramique d’importation grecque.
Sur la topographie de la Palerme antique, qui se trouve sous la ville moderne, nous possédons d’importantes indications provenant des sources historiques qui indiquent l’existence d’un premier habitat plus ancien (« Paleapolis ») et d’un développement postérieur de celui-ci en direction de la mer (« Neapolis »). Délimitée à l’est et à l’ouest par deux fleuves (le Kemonia et le Papireto), Palerme – en grec « Panormos » – était dotée d’un vaste port, élément fondamental dans le rôle stratégique et militaire assumé par la ville en tant que point d’appui côtier punique en Sicile nord-occidentale. C’est précisément sa position-clé dans le système défensif carthaginois qui provoqua le siège de Pyrrhus, l’acharnement de la conquête des Romains et leur résistance aux tentatives de reconquête carthaginoise.
Des traces d’occupation remontant aux IVe et IIIe siècles av. J.-C. sont également présentes au Monte Pellegrino, un promontoire dominant la ville identifiée avec le « Eirkte » sur lequel, selon l’historien Polybe, le général carthaginois Hamilcar s’installa pendant trois ans durant la première guerre punique. La ville de Lilybée, l’actuel Marsala, fondée dans le courant du IVe siècle av. J.-C., après la destruction de Motyé, constituait une place forte maritime capable de résister à l’attaque des Grecs et des Romains grâce à un système de fortifications qui entourait ses flancs internes, et à ses trois ports qui la protégeaient sur la mer. Conquise par les Romains lors de la première guerre punique, elle devint municipe sous Auguste puis colonie sous Septime Sévère, avant d’être détruite par les Vandales en 440 apr. J.C. 
Outre ces villes de fondation phénicienne ou punique, il existe en Sicile d’autres centres d’antique fréquentation phénicienne, tels Éryx, ou punicisée, c’est-à-dire liés à la culture punique à la suite de la conquête carthaginoise à la fin du Ve siècle av. J.-C., tels Sélinonte ou Monte Adranone. La présence phénicienne et punique dans l’Eryx élyme est liée au sanctuaire d’Astarte Erycine (déesse phénicienne assimilée à la grecque Aphrodite et à la romaine Vénus), toujours renommé à l’époque romaine. Objet de contestation entre les Grecs et les Carthaginois dès le VIe siècle av. J.-C. à cause de sa position stratégique et de son débouché sur la mer avec le port de Drepanon, Eryx resta sous contrôle carthaginois jusqu’en 248 av. J.-C., époque où elle fut conquise par les Romains.
Sélinonte passa sous domination punique, comme Himère et Agrigente, au cours du conflit qui, à la fin du Ve siècle av. J.-C., vit s’affronter les cités grecques de Sicile centrale et occidentale et les Carthaginois. Après l’occupation de la ville en 409 av. J.-C., un quartier d’habitation punique s’installa sur l’acropole grecque et resta en activité jusqu'à la première guerre punique quand les habitants furent déportés à Lilybée. 
La présence punique à Monte Adranone à partir du IVe siècle av. J.-C. s’inscrit dans une stratégie de contrôle territorial ; cet établissement fortifié protégeait le fleuve Halykos qui constituait la ligne de partage entre les zones qui étaient désormais dans l’orbite de Carthage et la Sicile grecque. Centre indigène, hellénisé par Sélinonte au VIe siècle av. J.-C. il passa sous contrôle carthaginois après la destruction de la ville grecque en 409 et y resta jusqu’au moment de la conquête romaine de la Sicile.

## Urbanisme et architecture

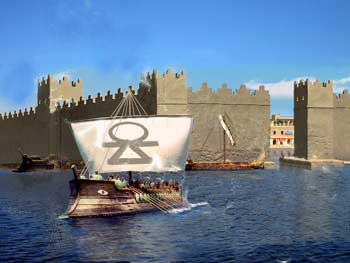
Reconstitution de l'entrée du cothon de Motyé

On retrouve les témoignages architecturaux les plus anciens à Motyé et ils concernent les aires cultuelles et funéraires situées à la périphérie du noyau habité dont on ne connaît par l’extension, du moins pour l’époque archaïque.
L’implantation urbaine est caractérisée par deux secteurs aux dispositions planimétriques différentes, reliés par une route annulaire : dans la partie centrale, occupé par des quartiers d’habitation, se développe un réseau de rues qui se croisent perpendiculairement : le long de la côte, les édifices et installations aux fonctions essentiellement artisanales comme les ateliers de potiers ou des aires destinés au travail de la pourpre sont toujours orientés selon la ligne côtière. Ces deux schémas différents coexistent au moins depuis le Ve siècle av. J.-C. et pourraient refléter des différences chronologiques d’implantation avec une antériorité pour celle de la côte, inspirée par ailleurs des modèles urbanistiques orientaux.
Au cours des VIe et Ve siècles av. J.-C., période d’apogée de la ville, outre la restructuration et l’agrandissement des complexes monumentaux plus anciens, l’activité constructrice s’oriente vers la réalisation d’ouvrages publics importants.
On situe la construction de l’enceinte, érigée le long du littoral et qui entoure entièrement la ville, au milieu du VIe siècle av. J.-C. Plusieurs fois remaniés jusqu’à leur destruction en 395, les murs étaient constitués d’un haut socle de pierre surmonté de briques crues et d’une crénelure au sommet arrondi de type oriental. Les entrées principales étaient au nombre de quatre : celles du nord et du sud sont encore parfaitement lisibles. La porte septentrionale, qui donne sur le littoral de Birgi établi sur la terre ferme, était flanquée de deux grosses tours et protégée par une structure défensive complexe. Depuis la côte située en face de la porte, partait une voie pavée qui reliait l’île à la terre ferme à travers le « Stagnone ». la porte méridionale elle aussi dotée de bastions défendait aussi bien le quartier portuaire que le « cothon », un bassin artificiel quadrangulaire, relié à la mer par un étroit canal. Réalisé dans le courant du VIe siècle av. J.-C., le « cothon » remplissait la fonction de bassin de carénage et était utilisé aussi pour les opérations de chargement et de déchargement des bateaux.

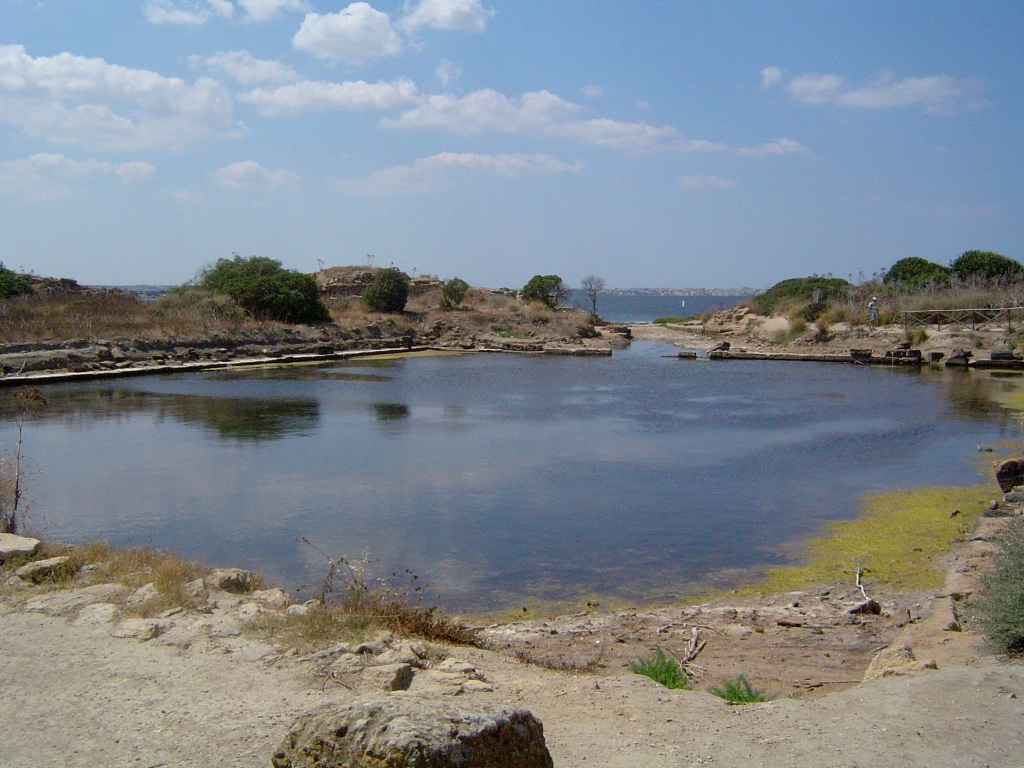
Le cothon de Motyé aujourd'hui

On ne connaît pas encore précisément les limites du centre habité : les découvertes récentes de deux « insulae » entières délimitées par des rues, dans la zone centrale de l’île, et d’une nouvelle et grande artère dans son secteur méridional augmentent les connaissances sur le réseau routier et les structures domestiques. Jusqu’il y a peu, on ne connaissait en effet que la chaussée qui, de la porte nord, conduit au centre de l’île, « la maison des anaphores » et « la maison des mosaïques », repérées au début du siècle par J. Whitaker, puis partiellement fouillées au cours des trente dernières années : la première de ce deux maisons doit son nom à un dépôt d’amphores retrouvés dans une pièce. La seconde est caractérisée par un grand « atrium » avec un péristyle, pavé d’une mosaïque de cailloux représentant des scènes de luttes entre animaux, ou des animaux isolés, à l’intérieur de panneaux dont les bords sont décorés de méandres ou de palmettes ; tout autour se développait une série de pièces dont certaines ont une destination inconnue. Les deux maisons remontent, dans leur aspect actuel, au IVe siècle av. J.-C., mais au moins pour la « maison des amphores » la phase la plus ancienne doit remonter au VIIe siècle av. J.-C.
Les traces du centre habité de Palerme sont extrêmement rares, à l’exception d’une section de l’enceinte du Ve et VIe siècles av. J.-C., avec une tour et une porte réalisées avec des blocs quadrangulaires portant souvent une lettre punique incisée.
Le système fortifié qui entourait Lilybée sur ses flancs internes est complexe ; il comporte des murs larges de 7 m, des bastions imposants, un fossé creusé dans la roche ainsi que des tunnels et des galeries qui conduisent depuis l’intérieur de l’enceinte au-delà du fossé. Ce dernier avait en outre comme fonction de relier les trois bassins portuaires qui protégeaient du côté de la mer un habitat à plan régulier en forme de quadrilatère implanté au IVe siècle av. J.-C. et renouvelé au IIe siècle av. J.-C.
Des larges pans des murs d’Éryx érigés au IVe siècle av. J.-C. pendant l’occupation carthaginoise, avec tours et poternes, construits avec des blocs quadrangulaires ont été conservés : sur plusieurs de ces derniers, des lettres de l’alphabet punique ont été gravées : peut-être s’agit-il de marques de carrières ou d’indicateurs pour l’assemblage des blocs.
Les faciès punique de Sélinonte se vérifie dans la nouvelle implantation urbanistique de l’acropole sur laquelle s’installe un quartier d’habitations modestes. Celles-ci, composées de deux ou trois pièces disposées en enfilade, ou réparties selon la technique punique typique à l’appareil « à chaînage » (« opus africanum ») caractérisée par une série de harpes verticales en pierre disposés à brève distance les uns des autres et dont l’espace intermédiaire est rempli de petit moellons ou de briques.
La réfection du mur d’enceinte grec de Monte Adranone et la construction de deux complexes cultuels, l’un sur l’acropole, l’autre sur une terrasse inférieure, est à rapporter à la phase punique.

## Les aires sacrées
A la grandiose monumentalité de l’architecture sacrée sicéliote s’opposent l’austérité et la simplicité des lieux de culte puniques. C’est le cas des deux importants complexes cultuels de Motyé, tous deux situés dans la partie nord-occidentale de l’île, créés dans le courant du VIIe siècle av. J.-C. et en usage jusqu’à l’époque hellénistique : le sanctuaire de « Cappiddazzu » et le « tophet ».
Le premier est caractérisé, dans sa phase la plus ancienne (VIIe siècle av. J.-C.), par une grande fosse contenant les restes d’ossements animaux et par des petits murs en pierres jointives sans liant : il fut entouré d’un mur de péribole (enclos) au VIe siècle av. J.-C. Autre période importante, le Ve siècle av. J.-C. voit la construction d’un temple aujourd’hui disparu et, au cours d’une période postérieure à la destruction de la ville, l’édification d’un bâtiment à trois nefs adossé au flanc nord du mur périmétral. Le « tophet », unique sanctuaire de ce type découvert en Sicile, était une aire à ciel ouvert entourée d’un enclos où se déroulaient des sacrifices d’enfants et d’animaux dont les restes calcinés étaient rassemblés dans des vases puis déposés en terre. Le terme « sacrifice » est à entendre semble-t-il à la lumière des nouvelles recherches, comme une offrande à la divinité d’individus morts prématurément de mort naturelle et non pas, comme on le croit traditionnellement, dans le sens d’acte sanglant de meurtre rituel.
Le « tophet » de Motyé, contemporain de la première implantation de la ville, fut agrandi et restructuré dans le courant du VIe siècle av. J.-C. et resta en usage même après la destruction de la ville en tant que centre de rassemblement religieux important. Parmi les sept couches repérées celles les plus riches en dépôts et en stèles (monuments votifs) de grandes dimensions, contiennent, réalisés en bas-relief, des symboles religieux comme le croissant lunaire, le disque solaire, le bétyle (pilastre sacré qui constitue la représentation non figurée de la divinité) et des figures anthropomorphes : souvent une dédicace au dieu bénéficiaire du sacrifice, Baal Hammon, a été incisée ou peinte sur ces stèles. De nombreux ex-voto de terre cuite ont aussi été déposés durant cette phase ; ils sont typiques de la culture punique et représentent des masques, des protomes (représentations de visage et de la partie supérieure du buste) et des statuettes travaillées au tour. À partir du Ve siècle av. J.-C., l’usage de déposer des stèles et des cipres tombe en désuétude, et le sanctuaire reçoit seulement des urnes cinéraires au moins jusqu'à la fin du IIIe siècle av. J.-C.
Trois édifices cultuels de Solonte remontent à l’époque hellénistique. Un premier complexa sacré est caractérisé par un autel à trois bétyles avec une petite vasque destinée à recueillir les restes sacrificiels, et par une série de pièces utilisées pour le culte. Dans la zone publique on retrouve ensuite un temple constitué de deux « cella » contigües qui recevaient probablement deux statues divine retrouvées à Solonte et conservées aujourd’hui au Musée Archéologique Régional de Palerme : l’une, colossale, représente Zeus-Baal Hammon et date du IIe siècle av. J.-C. ; l’autre, datée du VIe siècle av. J.-C., figure un personnage féminin assis sur un trône flanqué de sphinx probablement Astarté. Pour cette dernière, on pense qu’il pourrait s’agir d’un important simulacre divin de la ville archaïque sauvé de la destruction et transféré dans la ville neuve. Une troisième zone sacrée d’une planimétrie complexe de type labyrinthe se trouve dans la zone la plus haute de la ville. En ce qui concerne Palerme, les indices de l’existence éventuelle d’un « tophet » sont trop mince, tandis que les inscriptions sur les murs de la Grotta Regina, dans la réserve naturelle de Capo Gallo au nord de la ville, témoignent du culte au dieu guérisseur Shadrapha.
Nous n’avons conservé aucune trace du sanctuaire d’Astarté à Éryx où était pratiquée la prostitution sacrée selon un rituel d’origine orientale : il était situé au sommet du Monte San Giuliano où fut construit par la suite la forteresse normande.
A Sélinonte, après la conquête carthaginoise de 409, les restes monumentaux de l’acropole grecque ont été réutilisés par les nouveaux conquérants qui l’adaptèrent à leurs propres cultes traditionnels : c’est le cas d’une petite pièce dans le « pronaos » du temple A où se détachent du pavement ce que l’on appelle « le signe de Tanit » (un triangle surmonté d’une barre horizontale et d’un disque, assimilé à la déesse carthaginoise Tanit), le caducée (un bâton avec deux serpents enroulés, symbole de prospérité) et une tête de bovidé, symbole probable du dieu Baal Hammon. En outre, sur l’acropole, se trouvent des aires cultuelles caractérisées par des dépôts de restes d’animaux dans des amphores. À l’extérieur de la ville, même le sanctuaire de Déméter Malaphoros semble avoir connu une présence punique puisqu’on peut y rapporter probablement les stèles géminées sculptées grossièrement dans un seul bloc avec deux têtes, l’une masculine, l’autre féminine.
À Monte Adranone, la présence carthaginoise se remarque aussi dans l’architecture religieuse avec la construction de deux sanctuaires dont les aspects structurels et cultuels témoignent du mélange d’éléments grecs et puniques : un édifice sacré construit sur l’acropole présente un plan rectangulaire allongé triparti et, au-dessus de l’architrave dorique, une corniche à « gorge égyptienne » de tradition orientale ; dans la pièce centrale à ciel ouvert, deux éléments quadrangulaires en grès constituaient probablement les bases de deux bétyles. Un autre temple de plan biparti, lui aussi caractérisé par la présence de bétyles, est situé sur une terrasse en dessous de l’acropole.

## Les installations funéraires

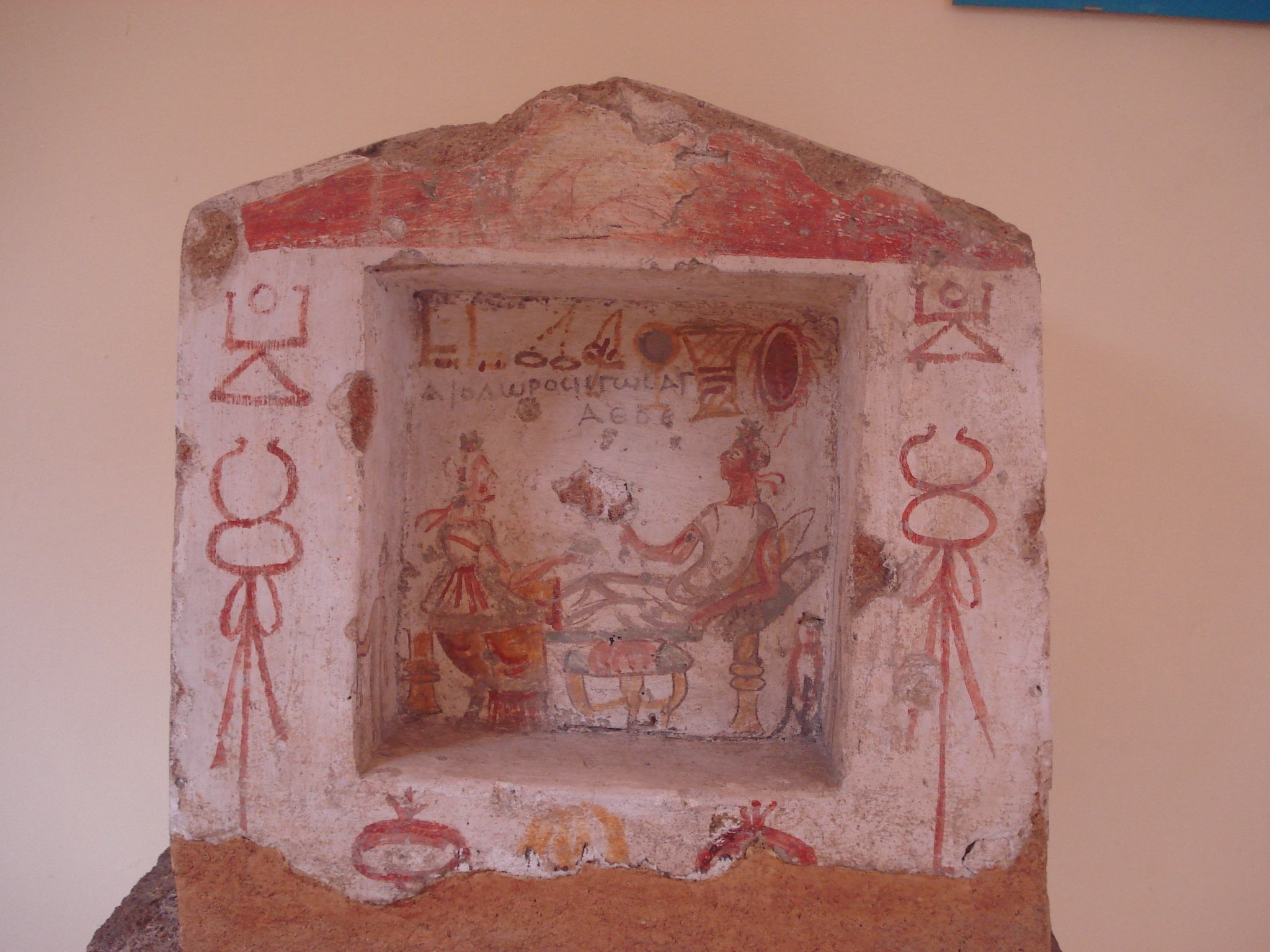
Édicule gréco-punique de Marsala, musée archéologique de Palerme

La nécropole la plus ancienne est celle de Motyé, implantée dans la partie nord de l’île et en usage depuis la fin du VIIIe siècle av. J.-C. jusqu’à la première moitié du VIe siècle av. J.-C. On y a découvert jusqu’à présent près 400 tombes, quasiment toutes à incinération, composées de simples dépôts à l’intérieur de petites fosses creusées dans la roche, d’amphores ou d’urnes en pierre contenant les cendres. Les quelques sépultures à inhumation dans des amphores concernent les enfants. Lorsqu'au VIe siècle av. J.-C. on construit l’enceinte qui coupa la zone cimétériale, la nécropole fut transférée sur le littoral de Birgi, où elle resta en usage jusqu’au IVe siècle av. J.-C. avec une prépondérante des tombes à inhumation. 
Le matériel funéraire était composé de vases de tradition orientale, fabriqués localement, tels des cruches à embouchure trilobée ou les cruches typiques dites « à bobèche » (bocca a fungo), associés souvent à de la céramique d’importation grecque ou à des objets de parures ou de toilette. Les aires funéraires des autres centres puniques se trouvent aussi en position excentrique par rapport aux habitations : elles présentent des tombes typologiquement plus monumentales comme les sépultures à « dromos » et celle à puits. Les premiers, qui contiennent des chambres funéraires à hypogée avec un couloir d’accès muni de marches (« dromos »), recélaient un ou plusieurs sarcophages lithiques recouvert de dalles de pierre ou de terre cuite ; les sépultures de ce type sont caractéristiques des nécropoles de Palerme, Solonte et Pizzo Cannita.
Les rites d’inhumation et d’incinération sont attestés simultanément dans la nécropole de Palerme en usage entre le VIe et IIIe siècles av. J.-C. : à côté des tombes à « dromos » souvent signalées par un cippe, les tombes à fosse et les dépôts dans des amphores sont fréquents. Le matériel composé essentiellement de céramique de tradition grecque et punique était généralement placé en dehors du sarcophage, tandis que les objets personnels étaient rassemblés à l’intérieur.
Les sépultures de Pizzo Cannita à l’intérieur desquelles on a retrouvé deux sarcophages anthropoïdes, et celles de Solonte dont certaines ont été réutilisées à l’époque hellénistique sont typologiquement voisines et contemporaines des tombes les plus anciennes de Palerme. Il s’est avéré que même dans les milieux funéraires de tradition punique, prévalait à Solonte du matériel grec ou d’inspiration grecque associé à quelques céramiques phénico-puniques de forme évoluée.
À Lilybée, en plus des simples tombes à fosse, un type de sépulture à une ou deux chambres à hypogée avec un puits vertical muni d’entailles ménagées latéralement dans les parois destinées à faciliter la descente des fossoyeurs est attesté. Dans le cas, plus rare, des incinérations, les restes calcinés étaient déposés dans des petites boîtes de pierre munies d’un couvercle à double pente. Le matériel comprenait surtout de la céramique de fabrication locale, de tradition punique, et du matériel grec d’importation. Un groupe de monuments funéraires qui ont tout à fait la forme de petits temples de type grec, à l’intérieur desquels est représentée une scène de banquet funèbre, ont conservé dans leur décorations picturales des symboles religieux puniques tels les symboles astraux, le caducée et le signe de Tanit, et ce jusqu'en pleine période romaine (Ier siècle av. J.-C.-Ier siècle).

## Art et artisanat
La production artisanale punique de la Sicile, qui pour certaines catégories manifeste des rapports directs avec le Proche-Orient ou avec Carthage, prouve pour d’autres genres de matériaux, des contacts étroits avec le monde grec ; on peut même dire que les centres puniques de la Sicile ont souvent été les récepteurs et les diffuseurs des produits de facture ou d’inspiration grecques dans le monde punique.

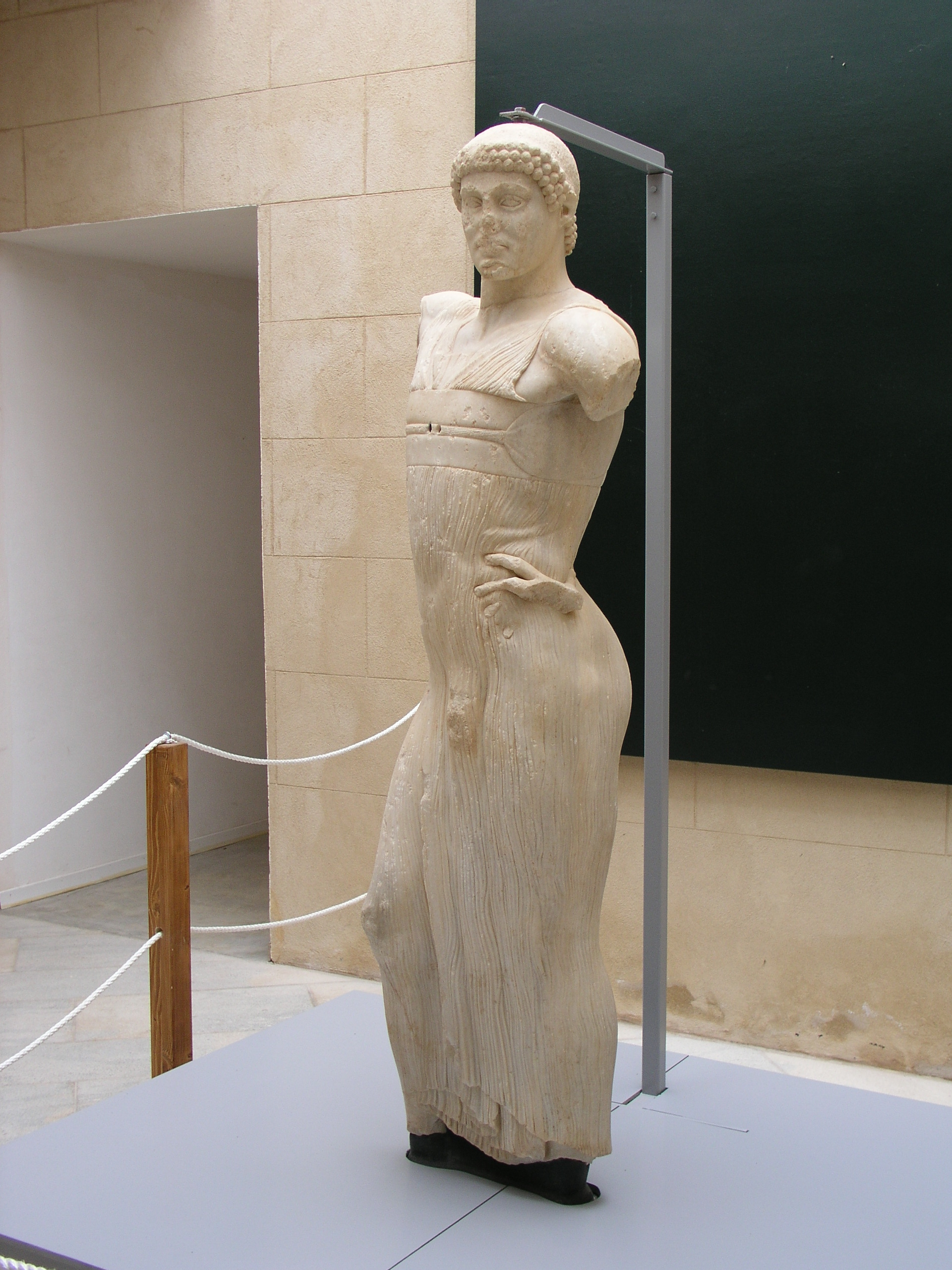
L'éphèbe de Motyé

Les liens plus étroits avec la tradition orientale se discernent dans la statuaire et dans le relief en pierre. Motyé constitue un observatoire privilégié : une statue masculine fragmentaire, en grès, retrouvée dans la lagune, reproduit dans son habillement et dans ses canons une iconographie d’origine égyptienne diffusée dans le monde phénicien ; ou encore, le motif des deux félins s’attaquant à un taureau, lui aussi d’inspiration orientale, représenté dans un groupe sculpté de grandes dimensions. Ces deux œuvres sont datées du VIe siècle av. J.-C. De même, parmi le millier et plus de stèles du « tophet »prévalent les motifs et les représentations liées à une tradition orientale tels le personnage masculin avançant de profil, avec un long manteau et une tiare, où le personnage féminin vu debout, nanti d’une coiffure égyptianisante, d’une longue robe évasée et portant les mains aux seins ; les encadrements de ces figures et des motifs symboliques comme les bétyles, reproduisent souvent l’architecture de petits temples égyptisants. Mais on retrouve aussi à Motyé une splendide statue en marbre, de facture grecque cette fois, datées des premières décennies du Ve siècle av. J.-C., représentant un personnage masculin, debout, drapé, dont l’interprétation iconographique est controversée, et que l’on peut considérer comme le symbole de la rencontre entre la civilisation grecque et punique.
De Solonte, provient une statue de divinité féminine vêtue d’une longue robe, assise sur un trône flanqué de sphinx, dont les prototypes sont indiscutablement orientaux : c’est aussi vers l’Orient que nous renvoient les deux sarcophages anthropoïdes de Pizzo Cannita, même si les figures féminines sculptés sur leur couvercle indiquent une influence des modèles grecs de style sévère tardif.
À l’époque hellénistique, le relief en pierre est attesté par les stèles de Lilybée et de Sélinonte : les premières qui rappellent typologiquement le milieu carthaginois, reproduisent le schéma figuratif de l’offrant devant un encensoir placé entre le signe « de Tanit » et le caducée ; à l’inverse, les stèles géminées des sanctuaires de la Malophoros à Sélinonte semblent s’être inspirées de la culture punique pour la réalisation « informelle » des têtes et le rendu schématique des visages.
Une production typiquement punique présente également en Sicile est celle des masques et protomes en terre cuite fabriqués dans un moule et retouchés à l’ébauchoir, et celles des statuettes travaillées au tour. De Motyé provient un masque apotropaïque masculin dont le front et les boues sont striés, les yeux travaillés en ajouré et la bouche marquée d’une grimace satanique : il a été retrouvé dans le « tophet », avec un groupe de protomes féminines égyptisantes et de nombreuses statuettes cylindriques travaillées au tour avec des détails anatomiques appliqués en relief ou « à pastillage », et qui portent souvent une petite lampe sur la tête. On a retrouvé dans une tombe particulièrement riche de la nécropole archaïque une statuette féminine nue portant les mains aux seins avec des détails peints en rouge et en noir, reproduisant une déesse de la fécondité. Un exemplaire de statuette de ce type a aussi été trouvé dans une tombe de la nécropole de Palerme.
La production en terre cuite comprend des moules à gâteau et des petits autels à coffrets, caissons parallélépipèdes dont la face antérieure est décorée de motifs imprimés d’inspiration orientale représentant des scènes de lutte entre animaux.
Le domaine religieux est celui dans lequel se vérifie le mieux la persistance des éléments culturels proprement puniques : cela est illustré par deux petits « arulae thymiatheria » (petits autels utilisés comme brûle-parfums) en terre cuite, cylindriques provenant de Solonte qui, même si typologiquement et chronologiquement ils remontent à l’époque romaine, n’en portent pas moins en applique le caducée et le signe de « Tanit ».
Les mobiliers funéraires les plus riches comportent encore des bijoux, des amulettes, des verres polychromes, des œufs d’autruches peints, qui représentent des types largement diffusés dans tout le monde punique. Les bijoux, essentiellement en argent, sont décorés de filigranes ou de granulations. Les amulettes en os ou en pâte siliceuse émaillée reproduisent des iconographies ou des motifs d’inspiration égyptienne. Les verres polychromes appartiennent à la typologie des petits balsamiers, qui reproduisent des formes grecques ou à celle de très petits pendentifs en forme de masque humain souvent munis d’une coiffure et d’une barbe à bouclette. Enfin les œufs d’autruche peints, déposés dans les tombes comme symboles de renaissance, peuvent être travaillés sous forme de coupe, ou encore en forme  des petits masques munis de grands yeux destinés à écarter les influences maléfiques.